# George Manners Astley (20e baron Hastings)
George Manners Astley, 20e baron Hastings, 10e baronnet Astley (4 avril 1857 - 18 septembre 1904) est un noble britannique, héritier de la baronnie de Hastings à la mort de son frère célibataire en 1875.

## Biographie
George Manners Astley est né en 1857 à Melton Constable Hall dans le Norfolk, fils de Delaval Loftus Astley, 18e baron Hastings et de Frances Diana Manners-Sutton. La baronnie anglo-normande de Hastings est établie en 1295, mais est en sommeil à partir de 1389, avec plusieurs prétendants, puis est en suspens à partir de 1542. La baronnie est relancée pour Jacob Astley en 1841, qui devient le 16e baron. George Manners Astley fait ses études au Collège d'Eton et au Trinity College de Cambridge. Le 17 avril 1880, Lord Hastings épouse Elizabeth Evelyn Harbord, fille de Charles Harbord (5e baron Suffield) et de Cecilia Annetta Baring. Lord Hastings et sa femme ont 3 fils et 3 filles,. Hastings est célèbre en tant qu'éleveur et propriétaire du cheval de course Thoroughbred et du père Melton vainqueur en 1885 du Derby et des St. Leger Stakes. Hastings est décédé à l'âge de 47 ans et est remplacé par son fils, Albert Edward Delaval Astley, 21e baron Hastings.
Son épouse Elizabeth Harbord est commémorée au nom de Harbord Terrace, une rangée de maisons ouvrières juste à l'ouest du siège nord des Lords Hastings à Seaton Delaval Hall dans le Northumberland .